# رولف دوريغ
رولف هوغو دوريغ (بالإنجليزية: Rolf Dörig)‏؛ (ولد في 19 مايو 1957) هو مدير سويسري الجنسية ويشغل منصب رئيس مجلس إدارة «مجموعة الحياة» السويسرية ومجموعة أديكو.

## روابط خارجية
- رولف دوريغ على موقع مونزينجر (الألمانية)